# Suzhou Olympic Sports Centre
Lo Suzhou Olympic Sports Centre (cinese: 苏州奥林匹克体育中心) è uno stadio situato nel complesso sportivo dell'Suzhou Industrial Park a Jiangsu, in Cina. Il complesso è composto anche da altri edifici e strutture, tra cui  una palestra, un natatorio e un centro commerciale. È stato ufficialmente inaugurato nel gennaio 2019.

## Costruzione
Inizialmente chiamato Suzhou Industrial Park Sports Center, il cantiere a est del lago Jinji si trovava all'interno del Suzhou Industrial Park. Il piano prevedeva una struttura di 60 ettari per ospitare uno stadio, un'arena al coperto, un centro acquatico e un polo commerciale. Il design architettonico dello stadio principale è ispirato al tradizionale design delle lanterne cinesi. L'arena al coperto principale era progettata per avere una capienza di 13.000 posti a sedere. Il centro sportivo avrebbe dovuto essere aperto al pubblico nel 2018. Nel febbraio 2018, è stato rinominato Suzhou Olympic Sports Center e aperto al pubblico il 30 giugno.

## Edifici
| Impianto | Grandezza | Posti        | Uso e funzioni                          | Note |
| -------- | --------- | ------------ | --------------------------------------- | --- |
| Stadio   | 91.000 m² | 45.000 posti | Atletica leggera e calcio               | Le strutture di supporto includono un campo di allenamento, un centro di basket indoor e un centro di badminton                                                 |
| Palestra | 63.000 m² | 13.000 posti | Sport al coperto e ginnastica artistica | L'altezza dell'edificio è di 42 metri, il tetto è una struttura a telaio in acciaio a travi incrociate e la luce massima è di 134 metri                         |
| Piscina  | 50.000 m² | 3.000 posti  | Nuoto e immersioni                      | La copertura adotta una struttura in rete di cavi piatti a forma di sella con una luce massima di circa 110 metri ed un'altezza dell'edificio di circa 32 metri |

## Eventi sportivi
- Coppa del Mondo di curling (2018)
- Campionati nazionali di nuoto sincronizzato (2022)
- Coppa Sudirman (2023)
- Shanghai Golden Grand Prix (2024)